# Kenneth J. Alford
Kenneth J. Alford, pseudonym för Frederick Joseph Ricketts, född 5 mars 1880 (enligt andra uppgifter 21 februari 1881) i London, död 15 maj 1945 i Reigate, var en brittisk militär och kompositör.
Vid 14 års ålder ljög han om sin ålder för att kunna ta värvning; han hamnade då i The First Battalion, Irish Regiment  och efter tjänstgöring i Indien började han 1904 studera vid The Royal Military School, Kneller Hall.
Ricketts var ledare för musikkåren The Argle & Sutherland Highlanders i Australien. 
Hans mest kända komposition är Colonel Bogey March (1914) som kom att användas som ledmotiv i filmen Bron över floden Kwai.

## Verk
- The thin red line (1908)
- Holyrood (1912)
- The Vedette (1912)
- Colonel Bogey (1914)
- The Great Little Army (1916)
- On the Quarter Deck (1917)
- The Middy (1917)
- The Voice of the Guns (1917)
- The Vanished Army (1918)
- The Mad Major (1921)
- Cavalry of the Clouds (1923)
- Dunedin (1928)
- Old Panama (1929)
- HM Jollies (1929)
- The Standard of St George (1930)
- By Land and Sea (1941)
- Army of the Nile (1941)
- Eagle Squadron (1942)